# Драганашки манастир
Драганашкият манастир „Свети Архангел Гавриил“ (на сръбски: Манастир Драганац) е възрожденски православен манастир в Косово. Част е от Рашко-Призренската епархия на Сръбската православна църква. Манастирът е обявен за паметник на културата в Сърбия.

## История
Манастирът се намира на около 10 km от Гниляне, в Източно Косово.
Църквата за пръв път е издигната в XIV век – спомената е за пръв път от княз Лазар в грамота от 1381 година. Средновековната история на манастира е неизвестна.
Между 1865 и 1869 година на мястото на старата църква е издигнат нов храм, посветен на Архангел Гавриил. Строежът е подкрепен от сръбския княз Михаил Обренович, който дарява сто дуката. Стенописите в църквата са дело на дебърския майстор Константин Яковлев от Галичник и помощника му Теофан Буджароски. В манастира се отваря училище.
След Втората световна война комунистическите власти в Югославия го превръщат в сиропиталище. Към края на XX век е запуснат. В 1997 година е възстановен и обновен. Манастирът не пострадва по време на Косовската война от 1998 – 1999 година.